# Willem I van Sicilië
Willem I van Sicilië (1120 – Palermo, 7 mei 1166), in de historie Willem de Slechte of Willem de Goddeloze genoemd, een telg uit het Normandische huis Hauteville, was van 1154 tot 1166 de tweede koning van Sicilië.

## Geschiedenis
Hij was de vierde zoon van Rogier II van Sicilië en Elvira van Castilië. In 1151 werd hij door zijn vader aangesteld als mederegent en na diens dood in 1154 werd hij koning van Sicilië. Na het overlijden van zijn vader Rogier II , vallen onder leiding van paus Adrianus IV, het Heilig Roomse Rijk en het Byzantijnse Rijk hem aan. Dankzij de kundige leiding van zijn admiraal Maio van Bari kan hij een vredesverdrag eruit slepen, het Verdrag van Benevento (1156). Ondertussen was hij wel zijn Afrikaanse bezittingen kwijt geraakt aan het kalifaat van de Almohaden.
Bij de verkiezing van de nieuwe paus in 1159, koos hij voor Alexander III, wat achteraf gezien, een verstandige keus bleek te zijn. De laatste jaren van zijn regering verliepen redelijk vreedzaam.
In 1160 werd zijn kanselier en admiraal Maio vermoord door opstandige baronnen onder leiding van Matteo Bonèllo, heer van Caccamo. Tijdens de onlusten belandde Willem I zelfs in de gevangenis (1161). Dankzij koningsgezinde hovelingen zoals aartsbisschop Romualdus van Salerno, bisschop Richard Palmer en anderen bevrijdde het volk hem uit zijn cel. Willem I organiseerde een strafexpeditie naar het vasteland, waar de rebellie van de baronnen begonnen was.

## Huwelijk en kinderen
Willem was in 1150 gehuwd met Margaretha (-1183), dochter van koning Garcia IV van Navarra, en werd vader van:
- Rogier (1152-1161), vanaf 1156 hertog van Apulië
- Robert (1153-1158), vanaf  1154 vorst/prins van Capua
- Willem (1155-1189), troonopvolger in 1166
- Hendrik (1158-1172), 1158 vorst/prins van Capua in opvolging overleden broer

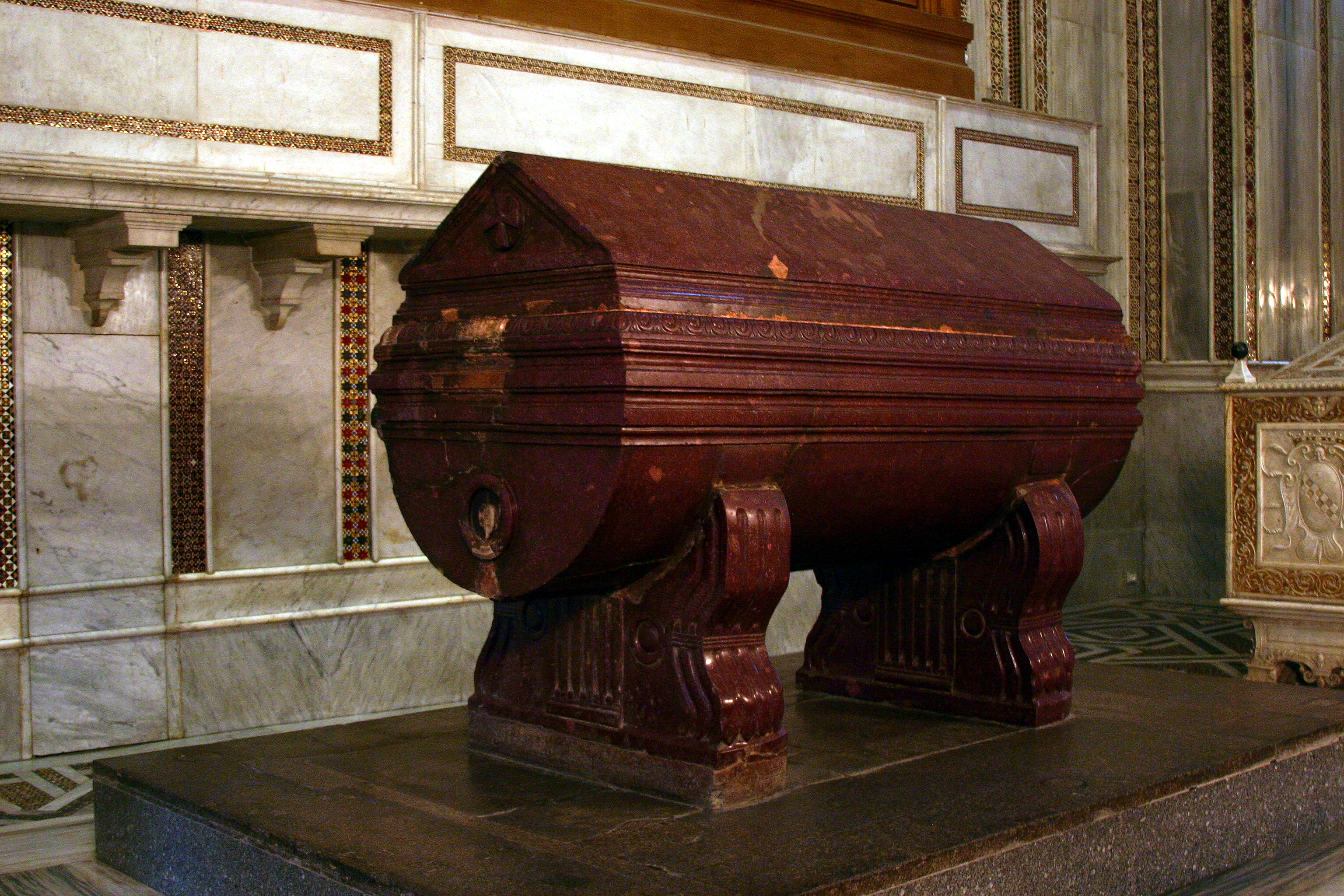
Sarcofaag van Willem I in de Dom van Monreale

## Voorouders
| Voorouders van Willem I van Sicilië (1122-1166) | Voorouders van Willem I van Sicilië (1122-1166)                    | Voorouders van Willem I van Sicilië (1122-1166)                    | Voorouders van Willem I van Sicilië (1122-1166)                    | Voorouders van Willem I van Sicilië (1122-1166)                    | Voorouders van Willem I van Sicilië (1122-1166)                    | Voorouders van Willem I van Sicilië (1122-1166)                    | Voorouders van Willem I van Sicilië (1122-1166)                    | Voorouders van Willem I van Sicilië (1122-1166)                    |
| ----------------------------------------------- | ------------------------------------------------------------------ | ------------------------------------------------------------------ | ------------------------------------------------------------------ | ------------------------------------------------------------------ | ------------------------------------------------------------------ | ------------------------------------------------------------------ | ------------------------------------------------------------------ | ------------------------------------------------------------------ |
| Overgrootouders                                 | Tancred van Hauteville (-1041) ∞ Fredesende van Normandië (-)      | Tancred van Hauteville (-1041) ∞ Fredesende van Normandië (-)      | Manfred van Savona (1040-1082) ∞ ? (-)                             | Manfred van Savona (1040-1082) ∞ ? (-)                             | Ferdinand I van León (1016-1065) ∞ Sancha van León (1013-1067)     | Ferdinand I van León (1016-1065) ∞ Sancha van León (1013-1067)     | ? (-) ∞ ? (-)                                                      | ? (-) ∞ ? (-)                                                      |
| Grootouders                                     | Rogier I van Sicilië (1031-1101) ∞ Adelheid van Savona (1072-1118) | Rogier I van Sicilië (1031-1101) ∞ Adelheid van Savona (1072-1118) | Rogier I van Sicilië (1031-1101) ∞ Adelheid van Savona (1072-1118) | Rogier I van Sicilië (1031-1101) ∞ Adelheid van Savona (1072-1118) | Alfons VI van León (1040-1082) ∞ Isabel (-)                        | Alfons VI van León (1040-1082) ∞ Isabel (-)                        | Alfons VI van León (1040-1082) ∞ Isabel (-)                        | Alfons VI van León (1040-1082) ∞ Isabel (-)                        |
| Ouders                                          | Rogier II van Sicilië (1095-1154) ∞ Elvira van Sicilië (1100-1135) | Rogier II van Sicilië (1095-1154) ∞ Elvira van Sicilië (1100-1135) | Rogier II van Sicilië (1095-1154) ∞ Elvira van Sicilië (1100-1135) | Rogier II van Sicilië (1095-1154) ∞ Elvira van Sicilië (1100-1135) | Rogier II van Sicilië (1095-1154) ∞ Elvira van Sicilië (1100-1135) | Rogier II van Sicilië (1095-1154) ∞ Elvira van Sicilië (1100-1135) | Rogier II van Sicilië (1095-1154) ∞ Elvira van Sicilië (1100-1135) | Rogier II van Sicilië (1095-1154) ∞ Elvira van Sicilië (1100-1135) |